# Мартинов Євген Сергійович
Євге́н Сергі́йович Марти́нов  ( 10 жовтня 1948 - 2 серпня 2025) — український фізик, один з найцитованіших українських вчених, доктор фізико-математичних наук, професор (104 — фізика та астрономія), завідувач лабораторії грід-технологій (GRID) відділу фізики високих густин енергії Інституту теоретичної фізики ім. М. М. Боголюбова.

## Біографія
Мартинов Є. С. народився у м. Південно-Курильск Сахалінської області, Росія. 1973 року закінчив Харківський державний університет ім. О. М. Горького. Відтоді працює в Інституті теоретичної фізики імені М. М. Боголюбова НАН України аспірантом, з 1977 — молодшим науковим співробітником, старшим науковим співробітником відділу астрофізики та елементарних частинок. Від 1983 — старший науковий співробітник відділу фізики високих густин енергії, від 2006 рок — завідувач лабораторії Грід-обчислень у фізиці. 2019 року присвоєно вчене звання професора за спеціальністю 104 — фізика та астрономія.

## Наукові інтереси
Наукові дослідження стосуються теорії і феноменології комплексних кутових моментів, застосувань реджевських моделей у процесах пружного розсіювання адронів за високих енергій. Зокрема, досліджував унітарні, факторизаційні та інші властивості домінуюючих за високих енергій сингулярностей редже-померона та одерона, їхні внески в амплітуди пружної і непрружної взаємодії адронів та глибоко непружного електрон-протонного розсіювання.
Бере активну участь у проекті ALICE (A Large Ion Collider Experiment) міжнародного дослідницького центру CERN (найбільша у світі лабораторія фізики високих енергій).

## Основні публікації (всього понад 150)
Профіль Мартинова Є. С. в Scopus (h-індекс 48) Google Scholar [Архівовано 31 березня 2018 у Wayback Machine.] (h-індекс 67)
- 1. Martynov, E. S. (1989). Unitarity restrictions on the supercritical odderon. Physics Letters B, 232(3), 367—370. https://doi.org/10.1016/0370-2693(89)90758-2
- 2. Desgrolard, P., Giffon, M., Martynov, E., & Predazzi, E. (2001). Exchange-degenerate Regge trajectories: A fresh look from resonance and forward scattering regions. The European Physical Journal C-Particles and Fields, 18(3), 555—561. https://link.springer.com/article/10.1007/s100520100548 [Архівовано 11 червня 2018 у Wayback Machine.]
- 3. Cudell, J. R., Ezhela, V. V., Gauron, P., Kang, K., Kuyanov, Y. V., Lugovsky, S. B., Martynov E., & COMPETE Collaboration. (2002). Benchmarks for the Forward Observables at RHIC, the Tevatron-Run II, and the LHC. Physical review letters, 89(20), 201801. https://journals.aps.org/prl/abstract/10.1103/PhysRevLett.89.201801 [Архівовано 24 червня 2014 у Wayback Machine.]
- 4. Desgrolard, P., Giffon, M., & Martynov, E. (2000). Elastic pp and $\bar pp $ scattering in the modified additive quark model. The European Physical Journal C-Particles and Fields, 18(2), 359—367. https://doi.org/10.1007/s100520000537
- 5. Cudell, J. R., Martynov, E., & Soyez, G. (2004). t-channel unitarity and photon cross sections. Nuclear Physics B, 682(1-2), 391—420. https://doi.org/10.1016/j.nuclphysb.2004.01.005
- 6. Martynov, E., & Nicolescu, B. (2017). Did TOTEM experiment discover the Odderon?. arXiv preprint arXiv:1711.03288. https://arxiv.org/abs/1711.03288 [Архівовано 8 лютого 2018 у Wayback Machine.]
- 7. Desgrolard, P., Giffon, M., Lengyel, A., & Martynov, E. (1994). Comparative analysis of phenomenological models for pomeron att= 0. Il Nuovo Cimento A (1965—1970), 107(4), 637. https://link.springer.com/article/10.1007/BF02768796 [Архівовано 10 червня 2018 у Wayback Machine.]
- 8. Kobylinsky, N. A., Martynov, E. S., & Shelest, V. P. (1985). Hadronic multiplicity and total cross-section: A new scaling in wide energy range. Zeitschrift für Physik C Particles and Fields, 28(1), 143—148. https://link.springer.com/article/10.1007/BF01550261 [Архівовано 31 березня 2018 у Wayback Machine.]